# The X-Files
The X-Files (Els Expedients X) és una sèrie de televisió estatunidenca de ciència-ficció i misteri emesa per la cadena FOX i creada per Chris Carter. La sèrie està centrada en dos agents del FBI, Dana Scully i Fox Mulder, que investiguen casos estranys i paranormals classificats com a "expedients X" (en anglès X-Files).
El primer episodi de The X-Files es va emetre per primera vegada el 10 de setembre de 1993 i la sèrie es va acabar, després de nou anys d'emissió, el 19 de maig del 2002. Durant aquest temps, The X-Files s'ha convertit en una sèrie culte arreu i els seus personatges i frases com I want to believe o The truth is out there s'han convertit en icones de la cultura popular.
La sèrie ha estat un dels èxits més importants de la cadena FOX i ha estat guardonada amb els premis Peabody, el premi Globus d'Or i el premi Emmy. A Catalunya, The X-Files, va ser emesa per 8tv.
La cadena Fox ha anunciat que durant 2015 es produirà una nova tanda de sis episodis, que sembla que s'emetrà durant 2016, sense cap data concreta encara.
A partir del 1994, es va emetre en català a Tele 5, utilitzant el sistema Dual.